# Johann Andreas Herbst
Johann Andreas Herbst (Neurenberg, 9 juni 1588 - Frankfurt am Main, 24 januari 1666) was een Duits componist, kapelmeester en muziektheoreticus. In zijn tijd was hij een van de meest gerespecteerde musici. Als componist heeft hij uiteindelijk geen blijvende indruk gemaakt, maar zijn theoretische muziekverhandelingen worden wel als belangwekkend beschouwd.

## Levensloop
Johann werd geboren als zoon van de handelaar Michael Herbst en zijn echtgenote Ursula Köppel. Over zijn opleiding is niets bekend, maar gezien zijn latere hoogstaande muziekverhandelingen moet hij als jongeling een gedegen scholing hebben gehad. Het is aannemelijk dat hij in ieder geval de Latijnse school in Neurenberg heeft doorlopen.
Zijn eerste album met composities verscheen in 1613 te Neurenberg: een verzameling Duitse liederen voor maximaal vijf stemmen, opgedragen aan de hertog van Württemberg.

### Eerste aanstellingen
In 1614 werd Herbst aangenomen als kapelmeester aan het hof van landgraaf Filips van Hessen-Butzbach. Hij stond toen al bekend als een ervaren componist en violist. Vijf jaar later verhuisde hij naar Darmstadt om daar als kapelmeester te dienen bij landgraaf Lodewijk V van Hessen-Darmstadt, de broer van Filips.

### Frankfurt
In 1623 kreeg Herbst een aanstelling als kapelmeester in Frankfurt bij de Barfüßerkirche, waar hij leiding ging geven aan de kerkmuziek. In deze functie had hij een grote invloed op de ontwikkeling van het muziekleven in de stad. Onder zijn leiding werd het orkest uitgebreid en kwam er een kapelkoor. Door scholing werden de musici en zangers bekend gemaakt met de destijds moderne Italiaanse zangstijl, zodat voortaan ook composities van onder andere Giovanni Gabrieli en Heinrich Schütz uitgevoerd konden worden.

### Neurenberg
Herbst ging in 1636 naar Neurenberg om daar te werken als kapelmeester in de Frauenkirche, waar hij de muziekuitvoeringen op de zondagmiddag verzorgde. In tegenstelling tot Frankfurt kende Neurenberg al langere tijd een rijk muziekleven, waardoor de inbreng van Herbst gering bleef. Ook kreeg hij problemen met de musici: de stad Neurenberg verstrekte 100 gulden aan de musici die de zondagse uitvoeringen verzorgden, maar Herbst stak het geld in zijn eigen zak. De Dertigjarige Oorlog maakte het werken in Neurenberg er uiteindelijk ook niet makkelijker op.

### Terug naar Frankfurt
Omdat Herbst het gevoel had niets te kunnen verwezenlijken in Neurenberg, keerde hij in 1644 weer terug naar zijn oude aanstelling in Frankfurt. Tijdens zijn tweede periode hier kon Herbst zich verder profileren als kerkmusicus. Vanaf 1650 ging het echter bergafwaarts: niet alleen nam zijn eigen gezondheid af, maar de stadsraad van Frankfurt bouwde zijn steun aan Herbst ook steeds verder af.

### Gezin
In 1614 trouwde Herbst met Johanna Grünenwald. Zij was de dochter van de Neurenbergse orgelbouwer Peter Grünenwald. Het stel kreeg één zoon en drie dochters.

## Werken
Herbst heeft zich vooral bekwaamd in kerkmuziek. In zijn repertoire ontbreekt instrumentale muziek, evenals composities voor solozang.
De stijl van Herbst volgde aanvankelijk nog de renaissancetradities van de 16e eeuw. In Theatrum amoris (1613) en Meletemata sacra (1619) gebruikte hij nog geen continuo, maar in zijn motetten uit 1622 is dit stijlkenmerk al wel aanwezig. Ook introduceerde Herbst op zijn diverse werkplekken de steeds populairder wordende concertostijl. Vanaf de jaren 30 maakte hij gebruik van nieuwe stijlmiddelen zoals de Italiaanse meerkorigheid.
Herbst was een componist die duidelijk de overgang van renaissance naar barokmuziek markeert. Hij speelde een belangrijke rol in de introductie van de basso continuo en de concertostijl in Duitsland. Zijn composities missen echter de originaliteit en de poëtische kant van zijn tijdgenoten als Heinrich Schütz.

### Geschriften
Naast composities schreef Herbst diverse theoretische verhandelingen:
- Musica poetica (1643): het eerste Duitstalige instructieboek over compositieleer.
- Compendium musices (1652): hierin beschrijft Herbst de elementaire muziektheorie, gericht op het onderwijs aan zangknapen op kerkscholen.
- Musica practica (1642, met uitbreidingen in 1653 en 1658): dit werk is gebaseerd op het derde deel van Michael Praetorius' Syntagma musicum en gaat over de (Italiaanse) zangkunst. Herbst heeft zich in Musica practica specifiek gericht op praktische zangoefeningen die op school toegepast kunnen worden en daarmee is het geschikt als lesboek. Ook voor 18e-eeuwse auteurs als Johann Adam Hiller was Musica practica nog steeds een belangrijke inspiratiebron.
- Arte prattica e poetica (1653): dit werk gaat over compositieleer, maar het is een vertaling van de Latijnse werken van Giovanni Battista Chiodini (over het contrapunt) en Wolfgang Ebner (over de basso continuo).

Al zijn verhandelingen heeft Herbst in het Duits geschreven. Zij kenden in de 17e eeuw een brede verspreiding in het onderwijs. 